# 菲舍塔勒巴赫河

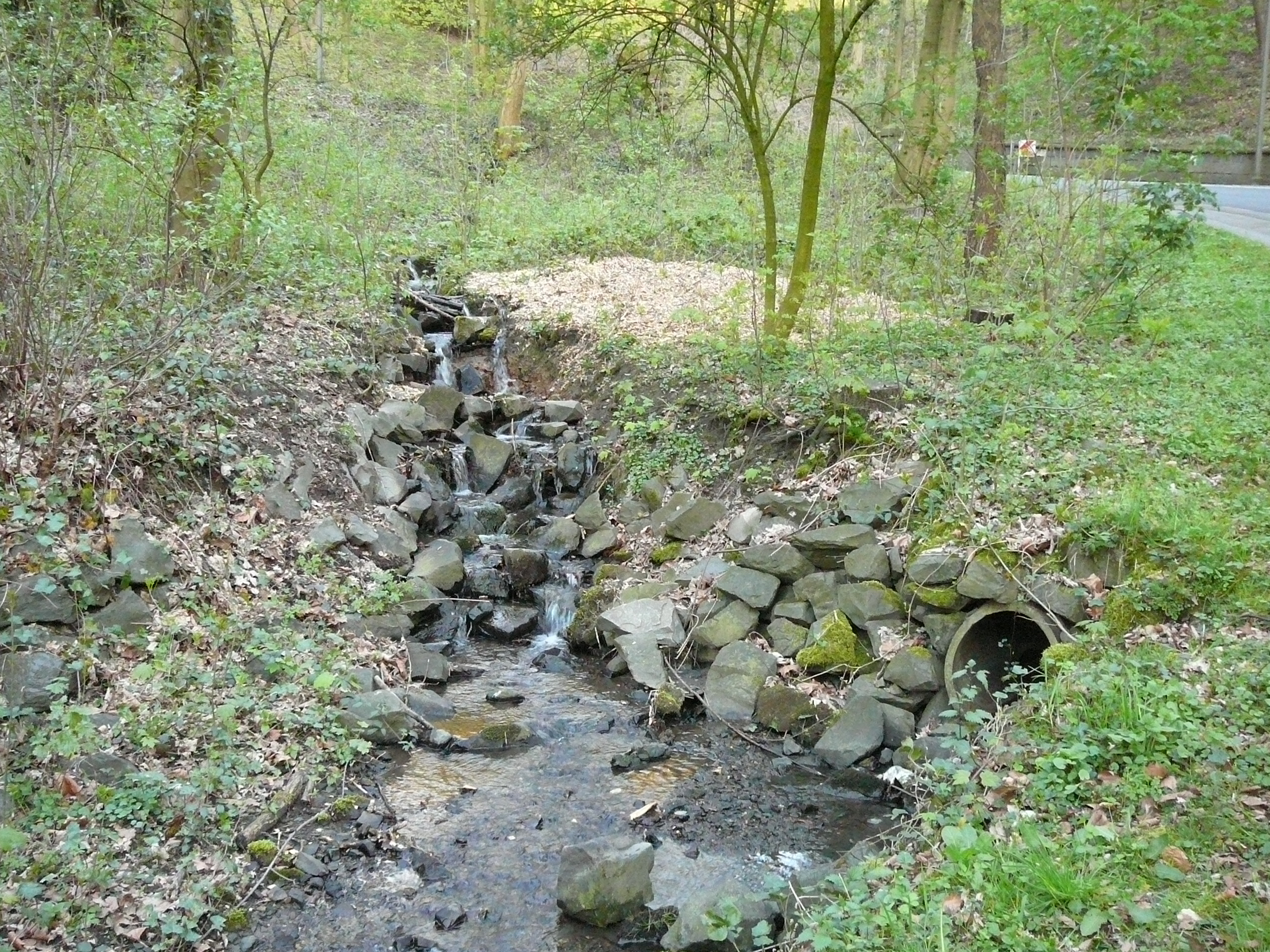

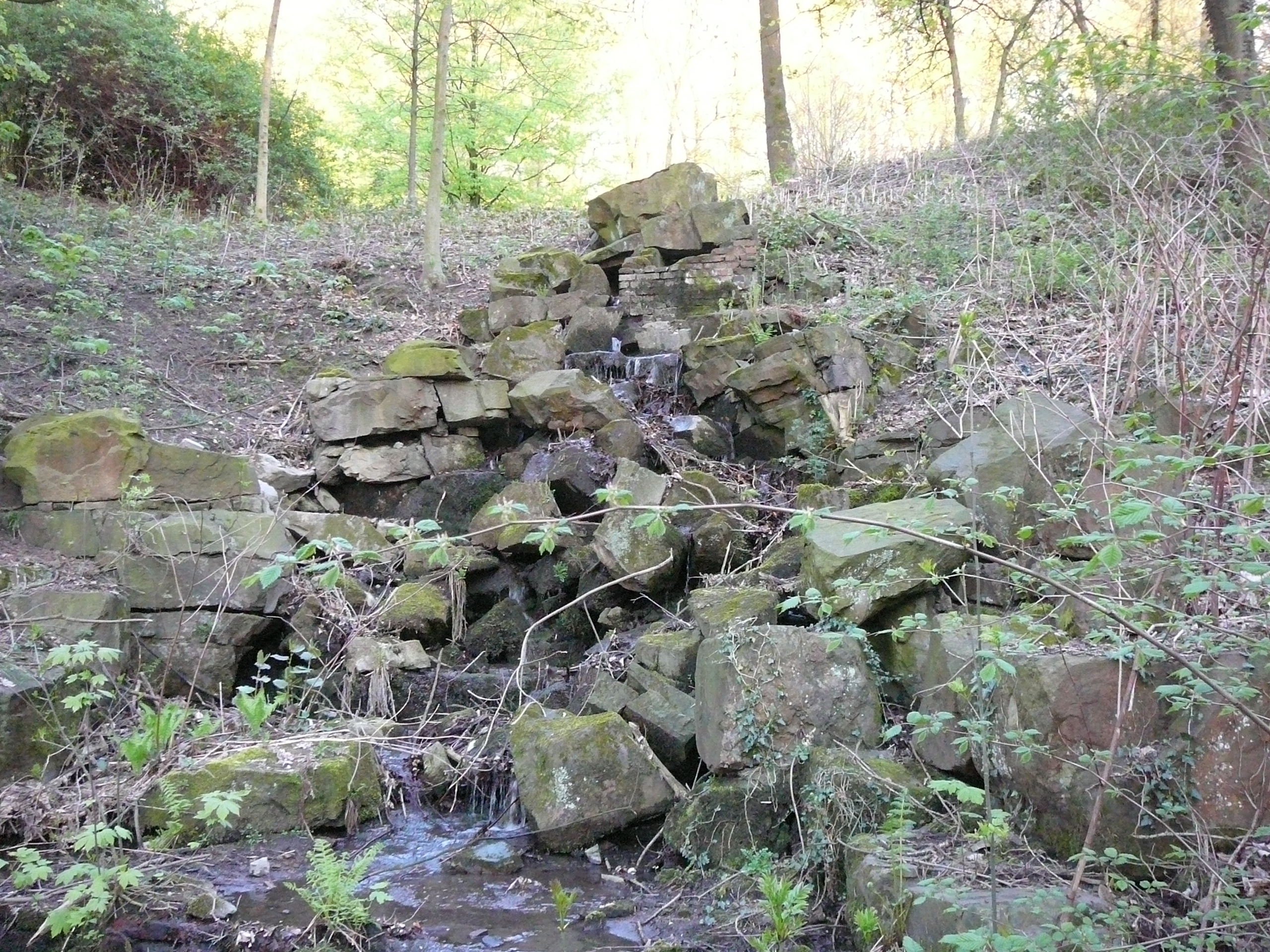

51°15′11″N 7°11′50″E / 51.25306°N 7.19722°E
菲舍塔勒巴赫河（德語：Fischertaler Bach），是德國的河流，位於該國西部，流經北萊茵-威斯特法倫州，屬於伍珀河的支流，河道全長1.3公里，流域面積0.5平方公里。